# ミケル・ベックマン
ミケル・ベックマン（Mikkel Beckmann、1983年10月24日 - ）は、デンマークの元サッカー選手。元デンマーク代表。ポジションはフォワード。

## 経歴
2008年にデンマーク代表デビュー。2010 FIFAワールドカップのメンバーにも選ばれ、初戦・オランダ戦に途中出場した。2011年までに7試合に出場した。

## 代表歴

### 出場大会
- デンマーク代表
  - 2010 FIFAワールドカップ

### 試合数
- 国際Aマッチ 7試合 0得点（2008年-2011年）[1]

| デンマーク代表 | 国際Aマッチ | 国際Aマッチ |
| 年             | 出場        | 得点        |
| -------------- | ----------- | ----------- |
| 2008           | 2           | 0           |
| 2009           | 0           | 0           |
| 2010           | 4           | 0           |
| 2011           | 1           | 0           |
| 通算           | 7           | 0           |